# Austin Deasy
Austin Deasy (26 août 1936 - 10 juin 2017) est un homme politique irlandais du Fine Gael qui est ministre de l'Agriculture de 1982 à 1987. Il est Teachta Dála (TD) pour la circonscription de Waterford de 1977 à 2002. Il est sénateur de 1973 à 1977, après avoir été nommé par le Taoiseach.

## Jeunesse
Deasy est né à Dungarvan, dans le Comté de Waterford en août 1936. Il fait ses études à Dungarvan CBS, avant d'étudier à l'University College Cork. Il obtient son diplôme d'enseignant du secondaire en 1963. Immédiatement après avoir obtenu son diplôme, Deasy rejoint le personnel enseignant du St. Augustine's College de Dungarvan.

## Carrière politique

### Début de carrière
Deasy est élu pour le Fine Gael au conseil du district urbain de Dungarvan et au conseil du comté de Waterford en 1967, postes qu'il occupent jusqu'en 1983. Il est président de cette dernière instance de 1980 à 1981, avant de reconquérir son siège au Conseil du District Urbain de 1994 à 1999. Deasy est également membre du Conseil de santé du Sud-Est, des commissaires du port de Waterford et du comité de formation professionnelle de Waterford.
Il se présente aux élections générales de 1969 en tant que candidat du Fine Gael pour Waterford. Cependant, il termine cinquième dans la circonscription à trois sièges. Deasy termine à nouveau en cinquième position lorsqu'il se présente comme candidat dans la même circonscription aux élections générales de 1973.
Deasy est sélectionné comme candidat au Panel culturel et éducatif pour l'élection au Seanad Éireann en 1973. Cependant, il échoue une nouvelle fois. Malgré cela, il est nommé au Seanad comme l'un des candidats du Taoiseach Liam Cosgrave.

### Député
Deasy se présente à sa troisième élection générale en 1977. Il réussit à être élu cette fois-là, prenant le troisième siège dans la circonscription nouvellement élargie et devançant son colistier Edward Collins. Le Fine Gael est dans l'opposition après cette élection, cependant, Deasy est immédiatement nommé comme porte-parole des pêches. Lors d'un remaniement en 1979, il devient porte-parole pour les transports, les communications et la technologie, poste qu'il occupe jusqu'au début de 1981, date à laquelle il laisse la partie communication et technologie de son mandat.
Après la formation d'un gouvernement de coalition Fine Gael- Labour en 1981, Deasy est l'un des nombreux porte-parole du Front Bench qui ont la malchance de ne pas être nommés au cabinet ou au poste de ministre d'État. L'effondrement du gouvernement de coalition en 1982 voit Deasy revenir au premier rang de l'équipe de Garret FitzGerald en tant que porte-parole pour les affaires étrangères.
Dans la nouvelle coalition Fine Gael-Travail en 1982, Deasy est nommé ministre de l'Agriculture. Au cours de son mandat de quatre ans à ce poste, il est considéré comme un ministre efficace.
En 1988, Deasy démissionne du parti Fine Gael, pour protester contre la stratégie Tallaght d'Alan Dukes, dans laquelle le Fine Gael soutiendrait le gouvernement minoritaire du Fianna Fáil sur les questions budgétaires. L'année suivante, Deasy tente en vain de destituer Dukes de son poste de chef. Deasy qualifie l'accord de traîtrise et déclare qu'il ne pouvait soutenir un parti qui exprimerait sa confiance dans le Fianna Fáil ou dans Charles Haughey. Cela est largement considéré comme l’opinion réelle d’une majorité de député et de sénateurs du Fine Gael. Lorsque l'accord est rompu entre le Fine Gael et le Fianna Fáil, Deasy accepte de retourner au Fine Gael. À son retour en 1991, il est nommé dans l'équipe du nouveau chef John Bruton. Deasy démissionne de nouveau en raison des difficultés financières auxquelles le parti est confronté. En 2000, Deasy introduit une motion de censure sans succès contre Bruton.
Deasy est remplacé comme député par son fils, John Deasy.
En 1961, Deasy épouse Kathleen Keating et ils ont quatre enfants. Après une courte maladie, Deasy est décédé à l'hôpital universitaire de Waterford le  juin 2017, à l'âge de 80 ans ,.